# Biologische Station Westliches Ruhrgebiet

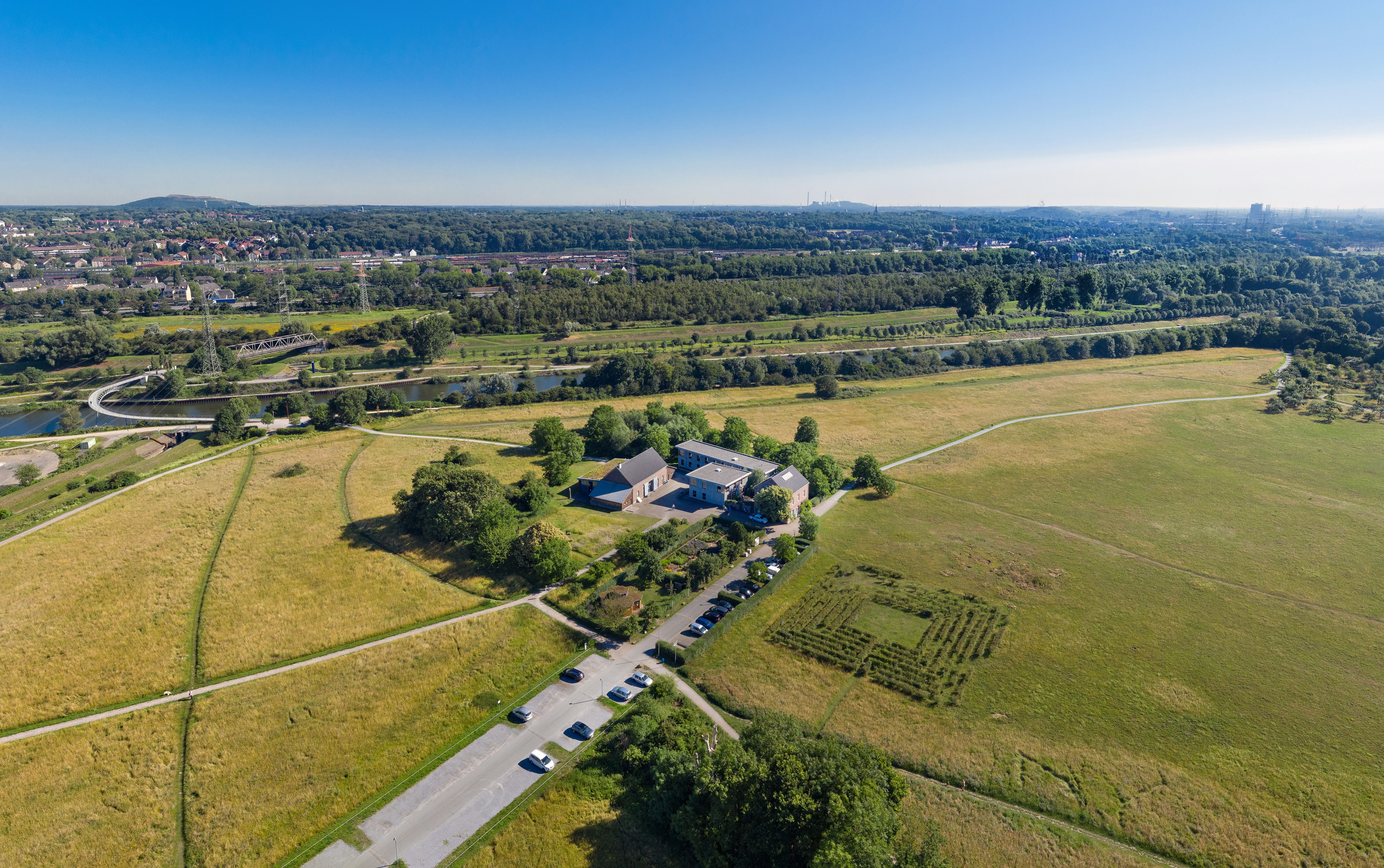
Haus Ripshorst

Die Biologische Station Westliches Ruhrgebiet ist eine Biologische Station mit Sitz am Haus Ripshorst in Oberhausen und einer  Dependance im Landschaftspark Duisburg-Nord. Sie wurde 2003 eröffnet. Träger ist Biologische Station Westliches Ruhrgebiet e.V. Ihr Arbeitsbereich ist das Gebiet der Städte Bottrop, Duisburg, Essen, Mülheim an der Ruhr und Oberhausen. Sie ist im lokalen und regionalen Natur- und Artenschutz tätig. Zur Tätigkeit gehört die Zusammenarbeit mit Naturschutzbehörden und Verbänden, Betreuung von Naturschutzgebieten und Natura-2000-Schutzgebieten, Erforschung und Erhaltung der urbanen Biodiversität des zentralen Ruhrgebiets einschließlich der Natur auf Brachflächen der ehemaligen Stahl- und Montanindustrie und praktische Maßnahmen zum Biotop- und Artenschutz. 